# 桂贤乡
桂贤乡，是中华人民共和国四川省雅安市汉源县曾经下辖的一个乡。

## 行政区划
桂贤乡撤销前下辖以下地区：
桂荣村、银政村、中心村、木甘村、松林村和大维村。